# Потёмкина, Татьяна Васильевна
Татьяна Васильевна Потёмкина (род. 23 июля 1973 года) — заслуженный мастер спорта Республики Казахстан (гиревой спорт).

## Карьера
Родилась 23 июля 1973 года и живёт в Темиртау. Занялась гиревым спортом лишь в 25 лет. Первым её тренером был семикратный чемпион Казахстана Е. В. Колобов. На данный момент тренер и менеджер Андрей Бобрышев. Она выступает на международной арене с 2006 года, то есть до признания женского гиревого спорта в Казахстане (2007), году были введены нормативы по женскому гиревому спорту.

## Достижения
- Чемпионка мира (5) — 2008, 2010, 2011, 2012, 2013
- Серебряный призёр чемпионата мира (2) — 2009, 2014
- Бронзовый призёр чемпионата мира (1) — 2006
- Серебряный призёр чемпионата Европы (2) — 2008, 2010
- Чемпионка Азии (1) — 2013
- Чемпионка Казахстана (6) — 2006, 2007, 2008, 2009, 2010, 2011
- Рекордсменка мира в рывке гири 32 кг (36 раз).
- Рекордсменка мира в рывке гири 24 кг (166 раз).[1]
- Обладательница нетрадиционного рекорда в жиме гири 28 кг (470 раз одной рукой без отдыха за один час 20 минут).

## Вне спорта
Татьяна Потёмкина — инженер по технике безопасности в монтажной фирме, занимающейся ремонтом печей на металлургическом комбинате в Темиртау. наряду с тренировками и работой, училась в университете. Имеет два высших образования по специальностям «Литейное производство» и «Бухгалтерский учёт и экономика».